# Klára Fried-Bánfalvi
Klára Fried-Bánfalvi, née le 9 mai 1931 à Budapest et morte le 15 juillet 2009 à Vienne (Autriche), est une kayakiste hongroise pratiquant la course en ligne.

## Palmarès

### Jeux olympiques de canoë-kayak course en ligne
- 1960 à Rome,  Italie
  -  Médaille de bronze en K-2 500m [1]